# Metro allitterativo

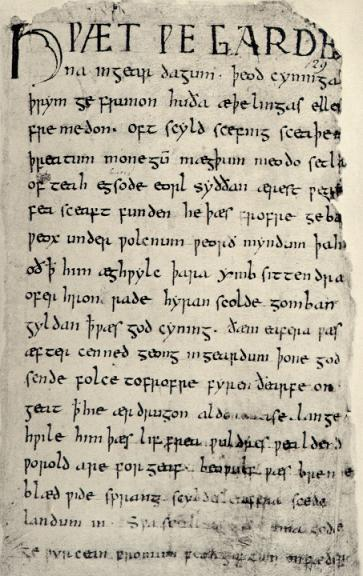
Il poema epico Beowulf, scritto in metro allitterativo in antico inglese.

Nella prosodia, il metro allitterativo (o verso allitterativo) è una forma poetica che utilizza l'allitterazione come principale artificio strutturale per creare coesione tra i versi di un componimento, in luogo di altre strutture come ad esempio la rima. 
Il metro allitterativo si trova comunemente nelle prime opere letterarie di varie lingue germaniche antiche. Gran parte della poesia in antico inglese, tra cui il poema epico Beowulf e l’Inno di Cædmon in antico anglosassone, il Muspilli in alto tedesco antico,  l’Heliand in sassone antico e l’Edda poetica in norreno, utilizza il metro allitterativo. Tale forma si ritrova anche in altre lingue, sebbene senza il rigore sistematico delle forme germaniche. Il Kalevala in finnico e il Kalevipoeg in estone utilizzano entrambi delle forme allitterative derivate dalla tradizione popolare. La poesia tradizionale turca, per esempio quella in lingua uigura, è anch'essa allitterativa.

## Origini e caratteristiche comuni nelle lingue germaniche

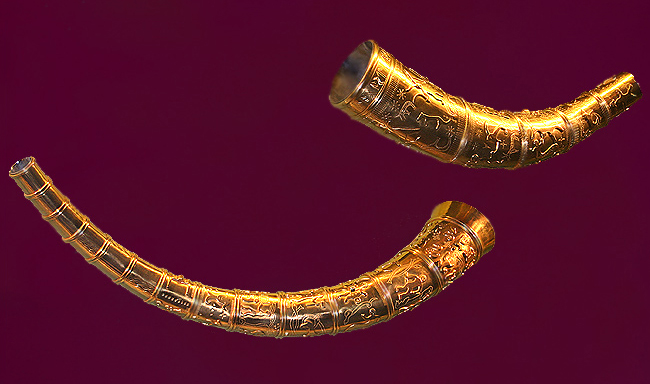
Copie dei Corni d'oro di Gallehus, esposte presso il Museo Nazionale Danese.

Le forme poetiche che si trovano nelle diverse lingue germaniche non sono identiche, ma le loro analogie sono sufficienti per riconoscerle come tradizioni strettamente legate, che nascono da una comune origine germanica. Ciò che oggi conosciamo di queste tradizioni comuni, però, si basa quasi interamente su inferenze sulla poesia giunta fino a noi. Una testimonianza diretta sulla natura del metro allitterativo è quella fornita dal poeta Snorri Sturluson nell'Edda in prosa. Egli descrive gli artifici metrici e poetici utilizzati dagli scaldi intorno all'anno 1200. La descrizione di Snorri è servita agli studiosi come punto di partenza per ricostruire i metri allitterativi di lingue diverse dal norreno. Le teorie metriche proposte sono state numerose, e tutte presentano aspetti controversi, tuttavia, in linea generale, alcune caratteristiche elementari sono comuni sia nella poesia più antica che nella più recente. Il metro allitterativo è stato riscontrato in alcuni dei reperti più antichi della letteratura germanica. I Corni d’oro di Gallehus, scoperti in Danimarca e presumibilmente risalenti al quarto secolo, recano questa iscrizione runica in proto-norreno:
```
x    / x x x   /  x x      /  x  / x x
ek hlewagasti
r
 holtija
r
 || horna tawidô
(Io, Hlewagasti
r
 [figlio?] di Holt, ho fatto questo corno.)
```

In questa iscrizione, gli accenti cadono su quattro sillabe, di cui le prime tre allitterano su <h> /x/, ovvero essenzialmente con lo stesso schema che si trova in componimenti molto posteriori. In origine tutta la poesia allitterativa veniva composta e trasmessa oralmente, e molta di essa è andata perduta in quanto mai messa per iscritto. È ancora oggi argomento di dibattito il grado in cui la scrittura potrebbe avere alterato questa forma d'arte orale. Tuttavia, gli studiosi concordano che la poesia scritta conservi parecchie (qualcuno direbbe quasi tutte) delle caratteristiche della lingua parlata, e l'allitterazione si inserisce naturalmente negli schemi della prosodia delle lingue germaniche. Nell'allitterazione essenzialmente viene a coincidere la “parte sinistra” delle sillabe accentate. Le antiche lingue germaniche condividono uno schema prosodico in cui prevale la sinistra, ovvero l'accento cade sulla sillaba della radice di una parola, che normalmente è la sillaba iniziale, eccetto laddove la radice è preceduta da un prefisso non accentato (come nei participi passati). Le principali caratteristiche metriche del verso allitterativo germanico sono le seguenti:
- Un verso si divide in due semi-versi o emistichi, convenzionalmente distinti come a e b[1].
- Una pausa marcata, o cesura, separa gli emistichi.
- Ciascun emistichio normalmente contiene due accenti.
- Il primo accento dell'emistichio b è quasi sempre allitterante rispetto ai due accenti dell'emistichio a.
- Il secondo accento dell'emistichio b non allittera con i primi.

Gli schemi delle sillabe non accentate possono variare parecchio nelle tradizioni allitterative delle varie lingue germaniche. Le regole seguite da questi schemi restano controverse e non sono state ancora ben decifrate. Anche la necessità di trovare una parola con la giusta allitterazione ha conferito altre caratteristiche distintive al metro allitterativo. I poeti attingevano a uno speciale vocabolario di sinonimi poetici che raramente venivano utilizzati nei testi in prosa, e utilizzavano delle immagini standardizzate e metafore chiamate kenning.

## Antico inglese
La poesia in antico inglese appare caratterizzata da un unico sistema di costruzione del verso, che è rimasto notevolmente coerente attraverso i secoli, sebbene alcuni schemi classici del metro in Old English si siano persi alla fine di questa epoca linguistica. Il sistema di classificazione più usato si basa sugli studi di Eduard Sievers. Esso ha tuttavia un mero scopo di classificazione e non spiega il metodo con cui gli scopas componevano i versi, né perché alcuni schemi erano preferiti o evitati. Sievers divideva i metri in cinque tipi elementari, denominati da A ad E. Il sistema prende in considerazione accento, allitterazione, quantità vocalica e schemi di accentuazione sillabica. 

### Accento
Un verso poetico in antico inglese consiste in un distico formato da due semi-versi o emistichi, separati in mezzo da una pausa o cesura. Ogni emistichio ha due sillabe accentate, come mostra il seguente esempio tratto dal poema La battaglia di Maldon, con le parole del guerriero Beorhtwold:
 Hige sceal þe heardra, || heorte þe cenre,
 mod sceal þe mare, || þe ure mægen lytlað

 ("La volontà dovrà essere più forte, il coraggio più audace, 
dovremo metterci più spirito, ora che la nostra forza è minore.") 

### Allitterazione
L'allitterazione è il principale mezzo coesivo nella poesia in antico inglese. Due sillabe sono allitteranti quando iniziano con lo stesso suono; tutte le vocali sono allitteranti tra loro, ma i gruppi consonantici st-, sp- e sc- sono trattati come suoni distinti (dunque st- non allittera con s- or sp-). Invece, in antico inglese, la c gutturale (pronunciata /k/) allitterava con la c palatale (pronunciata /tʃ/), e analogamente la g gutturale (pronunciata /g/) allitterava con la g palatale
(pronunciata /j/). Ciò avveniva perché la forma poetica era stata ereditata dal periodo precedente alla separazione delle consonanti /k/ e /g/ nelle varianti gutturali e palatali.
La prima sillaba accentata del secondo emistichio normalmente allittera con almeno una delle sillabe accentate del primo emistichio, mentre la seconda sillaba accentata del secondo emistichio di solito non allittera con le altre.

## Norreno
La forma originale del metro allitterativo presenta delle modifiche nella poesia norrena. In norreno, a causa dei cambiamenti fonetici rispetto alla lingua germanica comune da cui deriva, molte sillabe non accentate si perdono, creando la caratteristica concisione dei versi norreni. Le sillabe accentate tendono ad avvicinarsi, a spese delle sillabe deboli. In alcuni versi, le sillabe deboli risultano addirittura assenti. Dal Hávamál:
Deyr fé || deyja frændr
("Il bestiame muore; gli amici muoiono…")